# Horizont van Hallembaye 2

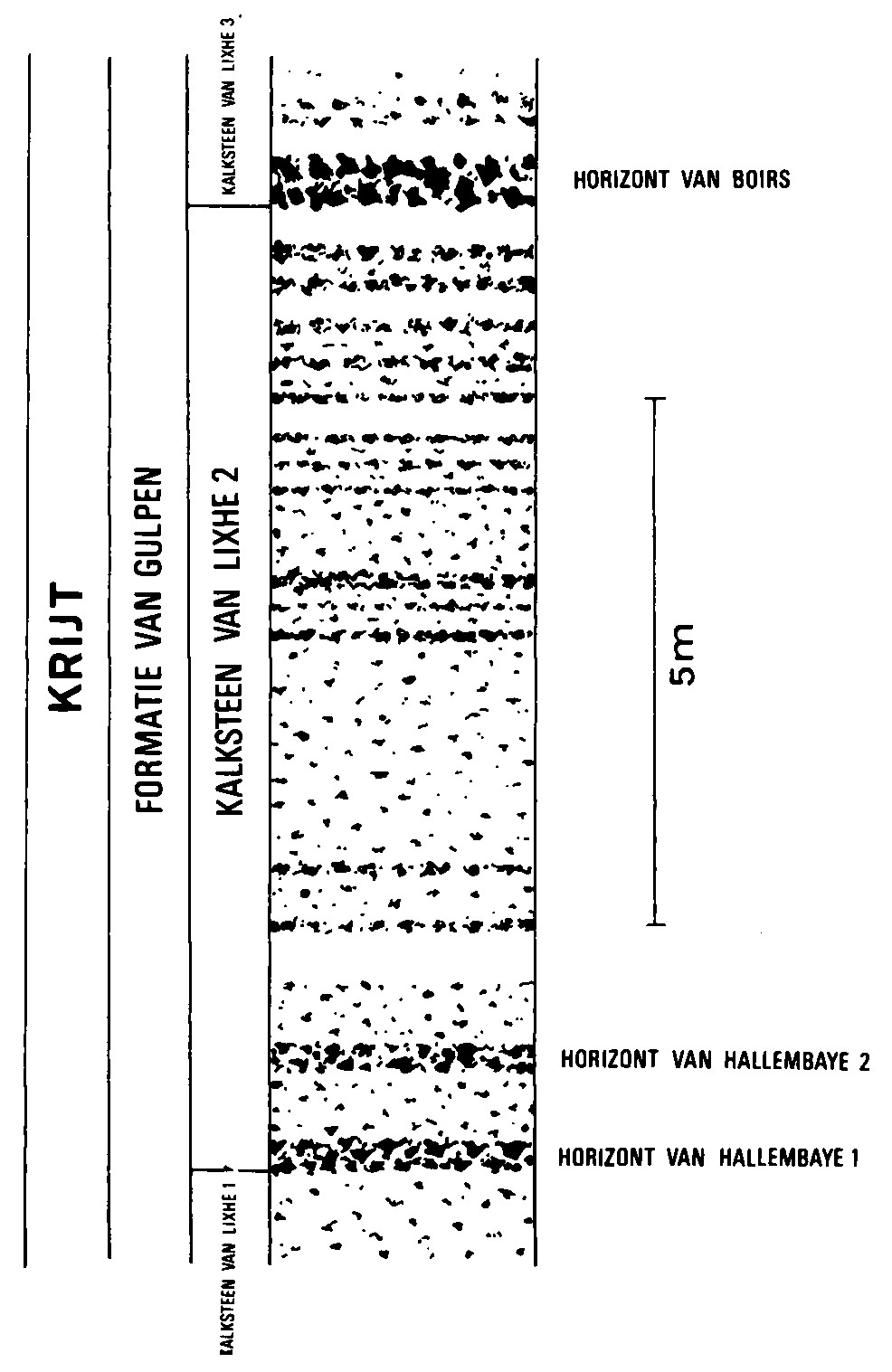
Lithologisch profiel van de Kalksteen van Lixhe 2 in de Groeve Kreco te Halembaye

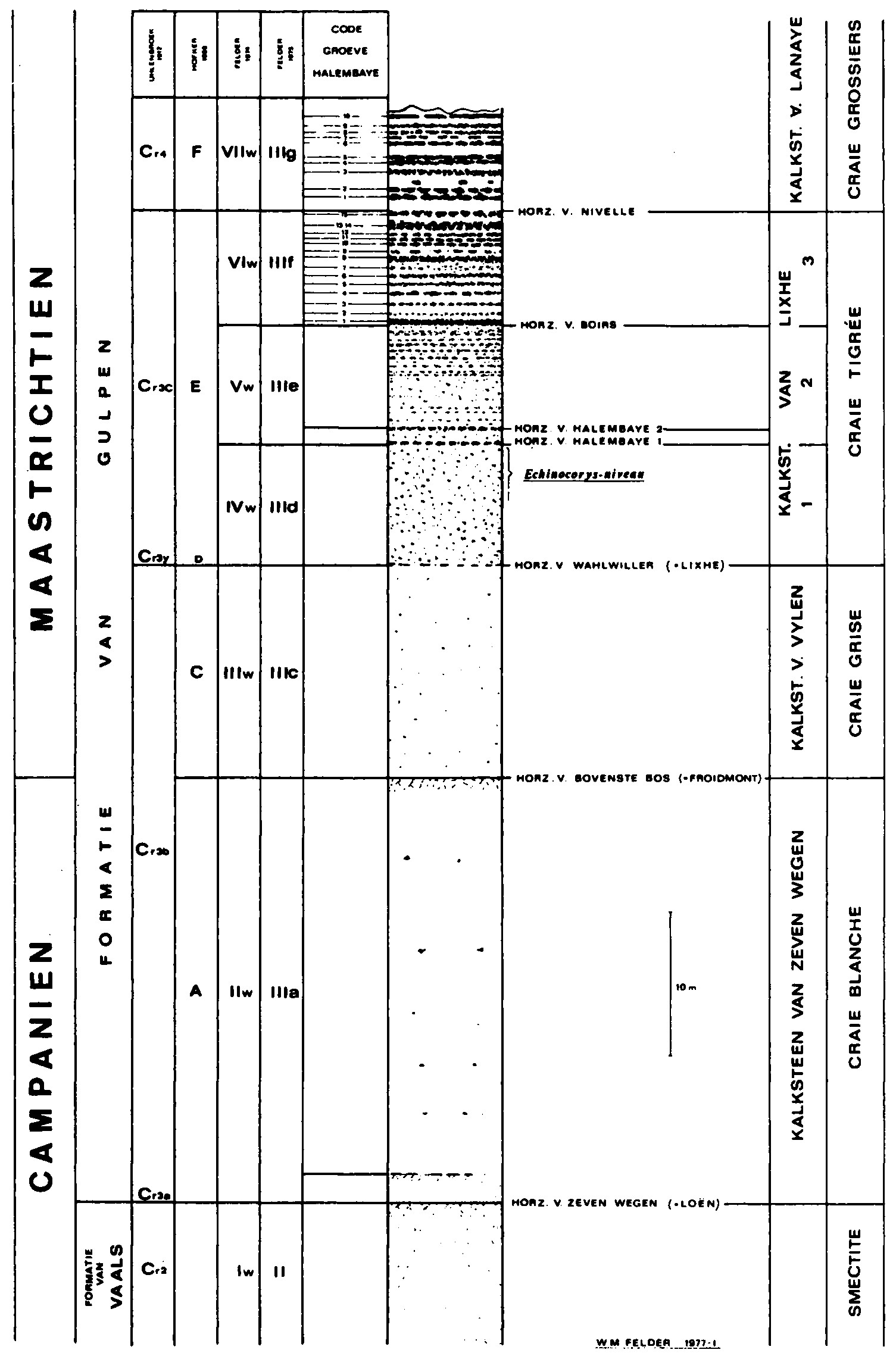
De Horizont van Hallembaye 2 is te zien in het lithologisch profiel van de Groeve Kreco

De Horizont van Hallembaye 2 of Horizont van Halembaye 2 is een dunne laag in de ondergrond van het Nederlandse Zuid-Limburg. De horizont is onderdeel van de Formatie van Gulpen en stamt uit het laatste deel van het Krijt (het Maastrichtien, ongeveer 68 miljoen jaar geleden).
Normaal gesproken ligt de Horizont van Hallembaye 2 in de Kalksteen van Lixhe 2, eveneens onderdeel van de Formatie van Gulpen.
Vlak onder het Horizont van Hallembaye 2 ligt ook de Horizont van Hallembaye 1.

## Gebied
De horizont is onder andere te zien in de ENCI-groeve, Groeve CBR en de Groeve Kreco.

## Zie ook

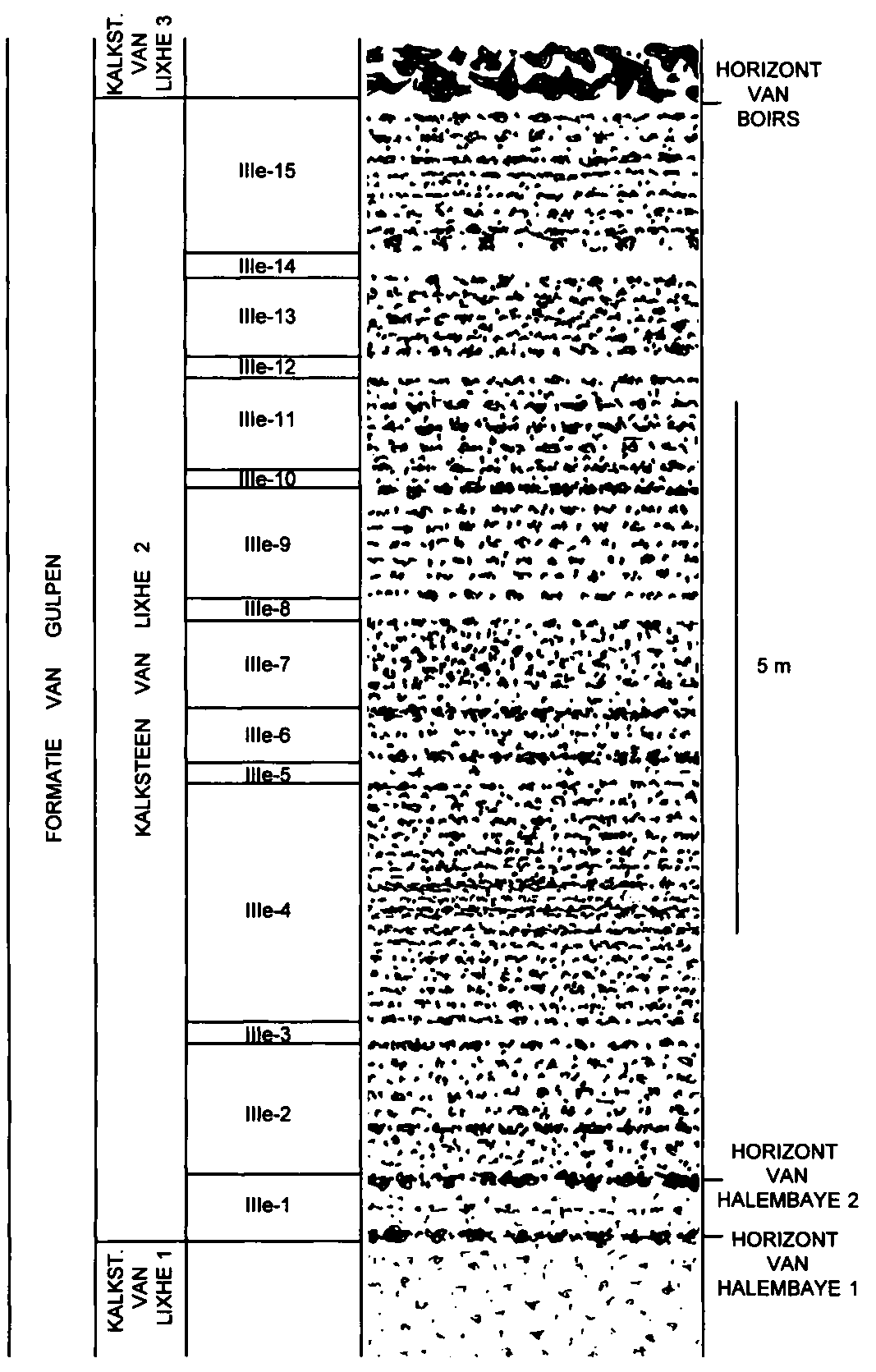
Lithologisch profiel van de Kalksteen van Lixhe 2 met horizont in de ENCI-groeve
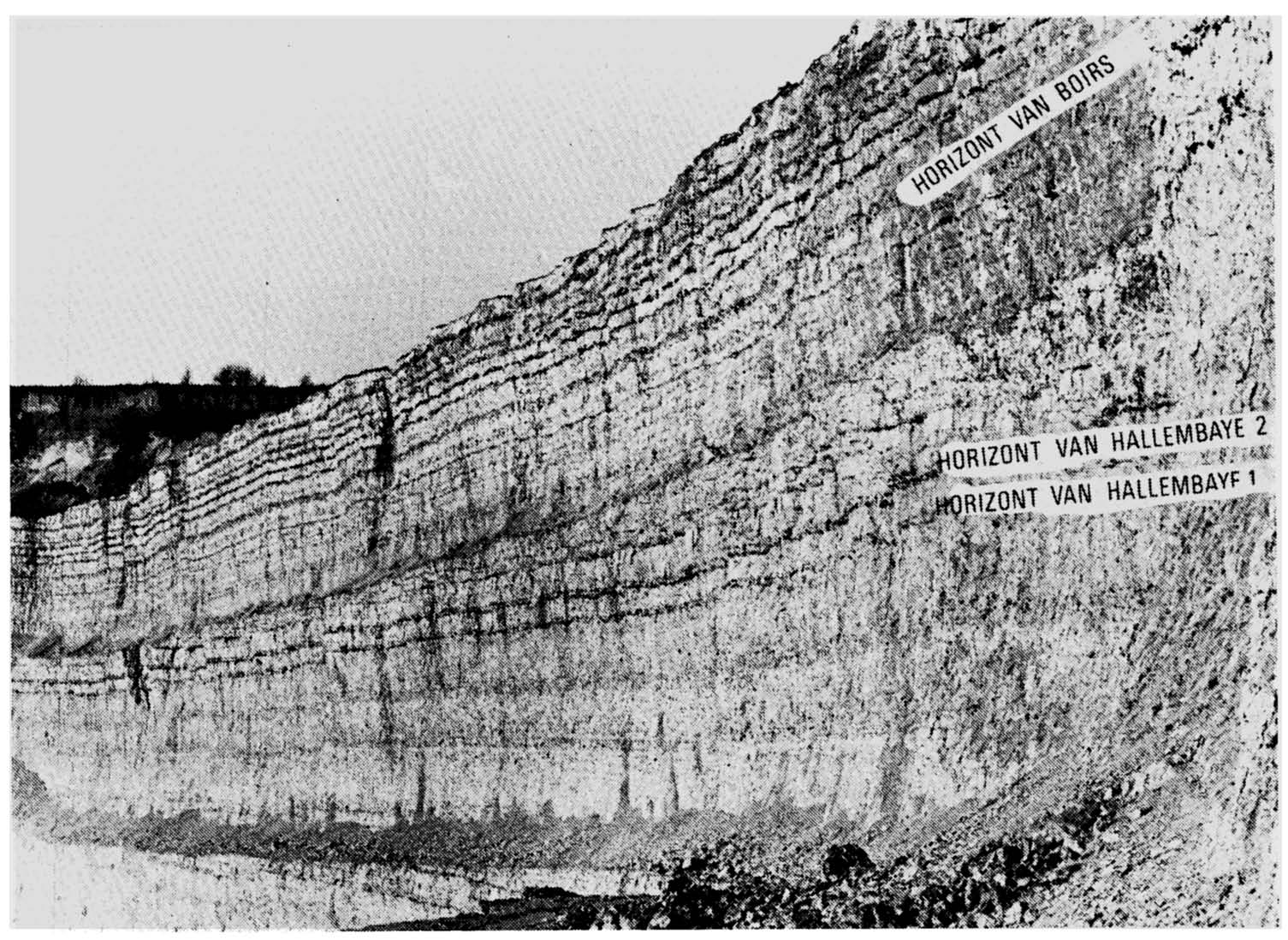
Kalksteenwand met Horizont van Hallembaye 2 gemarkeerd